# Лазарев, Сергей Николаевич (парапсихолог)
Серге́й Никола́евич Ла́зарев (род. 4 сентября 1952, Ейск, Краснодарский край, РСФСР, СССР) — российский парапсихолог и писатель, пишущий про информационно-энергетические поля человека, деятель «Нью-эйдж». Автор серий псевдонаучных книг «Диагностика кармы», «Человек будущего» и «Опыт выживания». С 1993 года проводит семинары, лекции и презентации.

## Биография
Родился 4 сентября 1952 года в городе Ейск, Краснодарский край. Окончил Российский государственный педагогический университет имени А. И. Герцена, параллельно проходя 11-месячные курсы в Санкт-Петербургском Государственном университете, где получил квалификацию «практический психолог».
По заявлениям С. Н. Лазарева, с начала 1980-х годов начал заниматься экстрасенсорикой, биоэнергетикой; в 1989 году возглавил секцию дистанционной диагностики и коррекции в Ассоциации прикладной парапсихологии.

С. Н. Лазарев является автором серий псевдонаучных книг «Диагностика кармы», «Человек будущего» и «Опыт выживания».
С начала 1990-х годов выпущены 12 книг С. Н. Лазарева серии «Диагностика кармы», 7 книг серии «Человек будущего», 7 книг серии «Диагностика кармы (вторая серия). Опыт выживания», 2 книги серии «40 вопросов о душе, судьбе и здоровье», а также 7 внесерийных книг «Здоровье человека. Встреча науки и религии», «Выздоровление души», «Секреты семейного счастья», «Облики гордыни», «Блаженны нищие духом», «Преодоление гордыни», «Лекарство от всех болезней».
В своих выступлениях С. Н. Лазарев неоднократно утверждал об опасности генетически модифицированных продуктов (в том числе прививок на генетически модифицированной основе), также обвиняя производителей таких вакцин и ГМ-продуктов в финансовой заинтересованности.
Критиковал приоритет формы в религиозных институтах, над содержанием. Считает что православие, католицизм давно отклонились от Христианства.Ситает что кризис веры наблюдается во всех мировых религиях, в той или иной степени. Искажен первоначальнй смысла приоритета Единобожия, единства на уровне души со всем Творением Божьим. Считает необходимым соблюдения законов диалектики.  .

## Критика
Режиссёр, актёр, педагог и литератор Марк Захаров в своей авторской программе «Серпантин» (1994) отметил «бесспорные достоинства и большой интерес», вызываемый книгой Лазарева «Диагностика кармы». По мнению М. Захарова:
Ко всем прочим достоинствам книги здесь есть ещё одно качество, которое я прежде не встречал, когда встречаешь слово «карма» — вот есть какая-то неразрывная связь с нашим христианским мировоззрением, с православными ценностями, и очень точно, так сказать, растолковано и, так сказать, объяснено вот это вот единство неких открытий восточной философии и нашего родного православия.
Концепции С. Н. Лазарева критикуются представителями науки. Так, в контексте рассмотрения научного статуса валеологии кандидат философских наук, старший научный сотрудник Института философии РАН Л. В. Фесенкова и кандидат философских наук, доцент, старший научный сотрудник Института философии РАН А. Т. Шаталов приходят к выводу (2001) о невозможности объединения на нынешнем этапе развития науки, в рамках построения общей (интегральной) теории здоровья, концепции «кармической медицины» С. Н. Лазарева, основанной на идее использования энергии из потустороннего мира, биоэнергетике, «универсальных законах Космоса», с современной медициной, базирующейся на общепринятых в науке представлениях, где «физическое определяет психическое», а «основа всего — материя, физическая, физиологическая телесность».
В другой работе (2008) Л. В. Фесенкова, снова обращаясь к вопросу о возможности соединения «кармической медицины» С. Н. Лазарева с обычной медициной, отмечает, что «Лазарев стремится осуществить целостный подход к человеку, рассматривая его не только как организм. Он лечит не болезнь. Он лечит всего человека, причём его духовный план для Лазарева является определяющим», где «этическая позиция человека играет главную роль в его здоровье, а нарушения этических норм и духовных параметров может вызвать не только болезнь, но и повлиять на всю его [человека] судьбу». Как указывает Фесенкова, «Лазарев полагает, что механизм кармы регулирует единство и взаимоотношения человека со Вселенной, где представления о карме находятся в теснейшей связи с идеей перевоплощения или реинкарнации. В представлении Лазарева „подсознание и биополе — это одно и то же“, где любое воздействие на „биополевые структуры“ есть воздействие на „подсознание“ и все системы физиологической и психической саморегуляции. Лазарев считает, что законы этики являются „фундаментальными законами мира“, а их нарушение является главной причиной болезней».

Далее Л. В. Фесенкова отмечает, что:
Представления Лазарева о человеке и мире находятся в вопиющем противоречии с научными данными. Он игнорирует представления современной медицины о закономерностях функционирования человеческого тела, отрицает открытия генетики, полагая, что передача наследственной информации происходит через полевые структуры материи, которые передаются детям от родителей. Все научные авторитеты он бестрепетно отвергает. Для него не существует ни Ламарка, ни Дарвина, ни Эйнштейна, ни других гигантов науки, воззрения которых лежат в основе современных представлений о мире.
Деятельность С. Н. Лазарева критикуют представители антикультового движения, христианских внеконфессиональных организаций, Русской православной церкви. Диакон Андрей Кураев в 1997 году отметил книгу «Диагностика кармы» как «одну из самых популярных книг последних лет», которая «была воспринята как призыв к самопознанию», и назвал её безнравственной. По его мнению, работа автора является непрофессиональной — из-за заявлений, что человек мог кем-то быть в прошлых жизнях. По мнению Кураева, Лазарев тем самым отрицает положение кармической философии об иллюзорности любого «я» и этим дискредитирует себя как профессиональный философ. Православный богослов А. Л. Дворкин в 2002 году причислил «Диагностику кармы» к «оккультным движениям и течениям» в ряду «отечественных сект».
Т. Медведев, Т. Калашникова и доктор медицинских наук, профессор А. С. Гарицын, исследуя в статье «„Диагностика кармы“, или „Поцелуй Иуды“» (первоначально опубликованной в газете «Благовест») публикацию С. Н. Лазарева «Диагностика кармы» с медицинской и православной позиций, отмечают:
Подход автора таит в себе и другую серьёзную опасность. Его «лёгкость» обращения с понятиями из духовной и физической реальностей, из научной и религиозной областей приводит к дальнейшей терминологической путанице <…> Создавая систему «полевой саморегуляции», где основным параметром является любовь, автор открыто указывает свои духовные источники: приёмы чёрной магии, колдовства, методы знахарей, восточные психотехники. Причину бедственного положения современного человека Лазарев видит в отступлении от высших этических законов, закрытии «третьего глаза» и утрате прежнего «духовного просветления». Причины атрофии «третьего глаза» остаются неуточнёнными. Выход из сложившейся ситуации автор видит в изменении мировоззрения человека, очищении кармы каждого и человечества в целом через коррекцию полевых структур группой лиц со светлой кармой.

## Награды
- В 2002 году за серию книг «Диагностика кармы» С. Н. Лазареву была присуждена художественная премия «Петрополь»[10].
- В 2019 году, в рамках IV конкурса «На Благо Мира», в номинации «Познавательная литература» С. Н. Лазарев был награждён специальным призом — малой статуэткой — за книгу «Человек будущего. Воспитание родителей. Ответы на вопросы»[29].
- В 2020 году Лазарев в рамках V конкурса «На Благо Мира» стал лауреатом первой премии в номинации «Познавательная литература» за книгу «Преодоление гордыни»[30].
- В 2021 году Лазарев в рамках VI конкурса «На Благо Мира» стал лауреатом второй премии в номинации «Познавательная литература» за книгу «Рецепт счастья».[источник не указан 226 дней]
- в 2025 году Клуб Сергея Николаевича Лазарева, стал победителем премии "Get Award ", в категории "Сообщество года".

### На русском

#### Книги
Диагностика кармы
- Диагностика кармы. Кн. 1. Система полевой саморегуляции. — СПб.: Сфера, 1993. — 155 с. — ISBN 5-88250-005-2.
- Диагностика кармы. Кн. 2. Чистая карма. — СПб.: Акад. парапсихологии, 1995. — 347 с. — ISBN 5-900819-02-7.
- Диагностика кармы. Кн. 3. Любовь. — СПб.: Акад. парапсихологии, 1996. — 153 с. — ISBN 5-900819-01-9.
- Диагностика кармы. Кн. 4. Прикосновение к будущему. — СПб.: Акад. парапсихологии, 1997. — 205 с. — ISBN 5-900819-02-X.
- Диагностика кармы. Кн. 5. Ответы на вопросы. — СПб.: [б. и.], 1998. — 282 с. — ISBN 5-900694-04-6.
- Диагностика кармы. Кн. 6. Ступени к Божественному. — СПб.: [б. и.], 1999. — 254 с. — ISBN 5-900694-05-4.
- Диагностика кармы. Кн. 7. Преодоление чувственного счастья. — [б. и.], 2001. — 256 с. — 100 000 экз. — ISBN 5-900694-06-2.
- Диагностика кармы. Кн. 8. Диалог с читателями. — СПб.: [б. и.], 2003. — 192 с. — 50 000 экз. — ISBN 5-900694-08-9.
- Диагностика кармы. Кн. 9. Пособие по выживанию. — СПб.: [б. и.], 2003. — 192 с. — ISBN 5-900694-09-7.
- Диагностика кармы. Кн. 10. Продолжение диалога. — СПб.: [б. и.], 2005. — 188 с. — ISBN 5-900694-10-0.
- Диагностика кармы. Кн. 11. Завершение диалога. — СПб.: [б. и.], 2005. — 192 с. — ISBN 5-900694-07-0.
- Диагностика кармы. Кн. 12. Жизнь, как взмах крыльев бабочки. — СПб.: Лазарев С. Н., 2007. — 192 с. — 100 000 экз. — ISBN 978-5-900694-11-5.

Сборники
- Диагностика кармы. В 2-х тт. Т. 1. Кн. 1. Система полевой саморегуляции; Кн. 2. Чистая карма; Кн. 3. Любовь. — СПб.: [б. и.], 2000. — 670 с. — ISBN 5-900694-06-2.
- Диагностика кармы. В 2-х тт. Т. 2. Кн. 4. Прикосновение к будущему; Кн. 5. Ответы на вопросы; Кн. 6. Ступени к Божественному. — СПб.: [б. и.], 2000. — 734 с. — ISBN 5-900694-07-0.

Человек будущего
- Человек будущего. Первый шаг в будущее. — СПб.: Глобус, 2007. — 256 с. — 100 000 экз. — ISBN 978-5-900694-13-9.
- Человек будущего. Воспитание родителей. Часть 1. — СПб.: Глобус, 2008. — 240 с. — 100 000 экз. — ISBN 978-5-900694-15-3.
- Человек будущего. Воспитание родителей. Часть 2. — СПб.: Глобус, 2008. — 272 с. — 20 000 экз. — ISBN 978-5-900694-17-7.
- Человек будущего. Воспитание родителей. Ответы на вопросы. — СПб.: Глобус, 2009. — 240 с. — 50 000 экз. — ISBN 978-5-900694-19-1.
- Человек будущего. Воспитание родителей. Часть 3. — СПб.: Глобус, 2009. — 224 с. — 70 000 экз. — ISBN 978-5-900694-20-7.
- Человек будущего. Воспитание родителей. Часть 4. — СПб.: Глобус, 2010. — 256 с. — 70 000 экз. — ISBN 978-5-900694-21-4.
- Человек будущего. Воспитание родителей. Часть 5. — СПб.: Глобус, 2010. — 256 с. — ISBN 978-5-900694-22-1.

Диагностика кармы (вторая серия). Опыт выживания
- Диагностика кармы (вторая серия). Опыт выживания. Часть 1. — СПб.: Глобус, 2010. — 224 с. — 50 000 экз. — ISBN 978-5-900694-23-8.
- Диагностика кармы (вторая серия). Опыт выживания. Часть 2. — СПб.: Глобус, 2010. — 224 с. — 50 000 экз. — ISBN 978-5-900694-25-2.
- Диагностика кармы (вторая серия). Опыт выживания. Часть 3. — СПб.: Планета, 2011. — 224 с. — 50 000 экз. — ISBN 978-5-900694-26-9.
- Диагностика кармы (вторая серия). Опыт выживания. Часть 4. — СПб.: Планета, 2012. — 224 с. — 4000 экз. — ISBN 978-5-900694-37-5.
- Диагностика кармы (вторая серия). Опыт выживания. Часть 5. — СПб.: Планета, 2012. — 224 с. — 40 000 экз. — ISBN 978-5-900694-40-5.
- Диагностика кармы (вторая серия). Опыт выживания. Часть 6. — СПб.: Планета, 2012. — 224 с. — ISBN 978-5-900694-00-0.
- Диагностика кармы (вторая серия). Опыт выживания. Часть 7. — СПб.: Лазарев С. Н., 2016. — 224 с. — 7000 экз. — ISBN 978-5-900694-43-6.

40 вопросов о душе, судьбе и здоровье
- 40 вопросов о душе, судьбе и здоровье. — СПб.: Лазарев С. Н., 2018. — 208 с. — ISBN 978-5-900694-61-0.
- 40 вопросов о душе, судьбе и здоровье. Часть 2. — СПб.: Лазарев С. Н., 2019. — 192 с. — ISBN 978-5-900694-66-5.

Внесерийные
- Здоровье человека. Встреча науки и религии. — СПб.: Диля, 2016. — 224 с. — ISBN 978-5-900694-44-3.
- Выздоровление души. — СПб.: Лазарев С. Н., 2016. — 192 с. — ISBN 978-5-900694-45-0.
- Секреты семейного счастья. — СПб.: Лазарев С. Н., 2017. — 192 с. — 30 000 экз. — ISBN 978-5-900694-51-1.
- Облики гордыни. — СПб.: Лазарев С. Н., 2018. — 192 с. — ISBN 978-5-900694-52-8.
- Блаженны нищие духом. — СПб.: Лазарев С. Н., 2018. — 192 с. — ISBN 978-5-900694-57-3.
- Преодоление гордыни. — СПб.: Лазарев С. Н., 2019. — 192 с. — ISBN 978-5-900694-67-2.
- Лекарство от всех болезней. — СПб.: Лазарев С. Н., 2020. — 192 с. — ISBN 978-5-900694-69-6.

#### Публикации
- Лазарев С. Из редакционной почты // Наука и религия : журнал. — М.: Знание, 1991. — Август (№ 8). — С. 28—29. — ISSN 0130-7045.

## Интервью
- Программа «Вредные вопросы», ТРК «Алекс», г. Запорожье, 08.06.2003
- Программа «Перша експедиція» («Первая экспедиция»), Телеканал «Интер», г. Киев, 27.05.2005
- Программа «По мнению», ТРК «Терра», г. Самара, ведущий Михаил Лёвин, 28.02.2006, Видео
- Программа «Что-то хорошее» на радиостанции «Серебряный дождь», ведущий Алекс Дубас, 25.02.2009, Аудио
- Интервью телеканалу «Домашний», сентябрь 2013, Видео
- Интервью с читателями книг С. Н. Лазарева. Ялта. 30 июня — 1 июля 2012 г.

## Фильмы о С. Н. Лазареве
- 1993 — серия из 3 телепередач «Бумеранг» на 1-м канале Останкино. Режиссёр Татьяна Королёва.
- 2013 — фильм «Картина жизни» о системе знаний Лазарева С. Н. и его читателях[31].